# Seacoast United Phantoms
El Seacoast United Phantoms es un equipo de fútbol de los Estados Unidos que juega en la USL League Two, la cuarta liga de fútbol más importante del país.

## Historia
Fue fundado en el año 1996 en la ciudad de Portsmouth, New Hampshire con el nombre New Hampshire Phantoms e ingresaron a la USISL en la temporada de 1996, llegando a la final de la liga en 1998. Han estado en varias ligas del fútbol estadounidense, ingresando a la USL en 1999, manteniéndose en la tercera categoría hasta 2007, siendo su mejor logro un título divisional en 2004.
Desde 2008 juega en la USL Premier Development League (hoy en día USL League Two) y han alcanzado las semifinales de conferencia en dos ocasiones y un título divisional.

## Palmarés
- USL PDL Northeast Division: 1

2014
- USL Pro North Division: 1

2004

## Estadios
- Singer Family Park; Manchester, New Hampshire (2003)
- Souhegan High School Stadium; Amherst, New Hampshire, 3 juegos (2003, 2005–2006)
- Owl Stadium; Keene, New Hampshire, 3 juegos (2003, 2006)
- Manchester West High School Stadium; Manchester, New Hampshire (2004)
- Southern New Hampshire University Stadium; Manchester, New Hampshire (2005, 2009–2010)
- Veterans Memorial Stadium; Lawrence, Massachusetts (2006)
- Clement Lemire Stadium; Manchester, New Hampshire (2007–2008)
- Portsmouth High School; Portsmouth, New Hampshire (2011–)

## Jugadores

### Jugadores destacados
| - Chris Banks - Almir Barbosa - Henry Brauner - Romelle Burgess - Preston Burpo - Ricky Charles - Jim Cherneski - Brandon Curran - Adrian Dubois - Miguel González - Neil Krause | - Jeff Larentowicz - Brian Levey - Chris Loftus - Gabriel Mercier - Tim Murray - Dushawne Simpson - Kyle Singer - Val Teixeira - T. J. Tomasso - Phil Tuttle - Luke Vercollone |